# 馬桑德拉

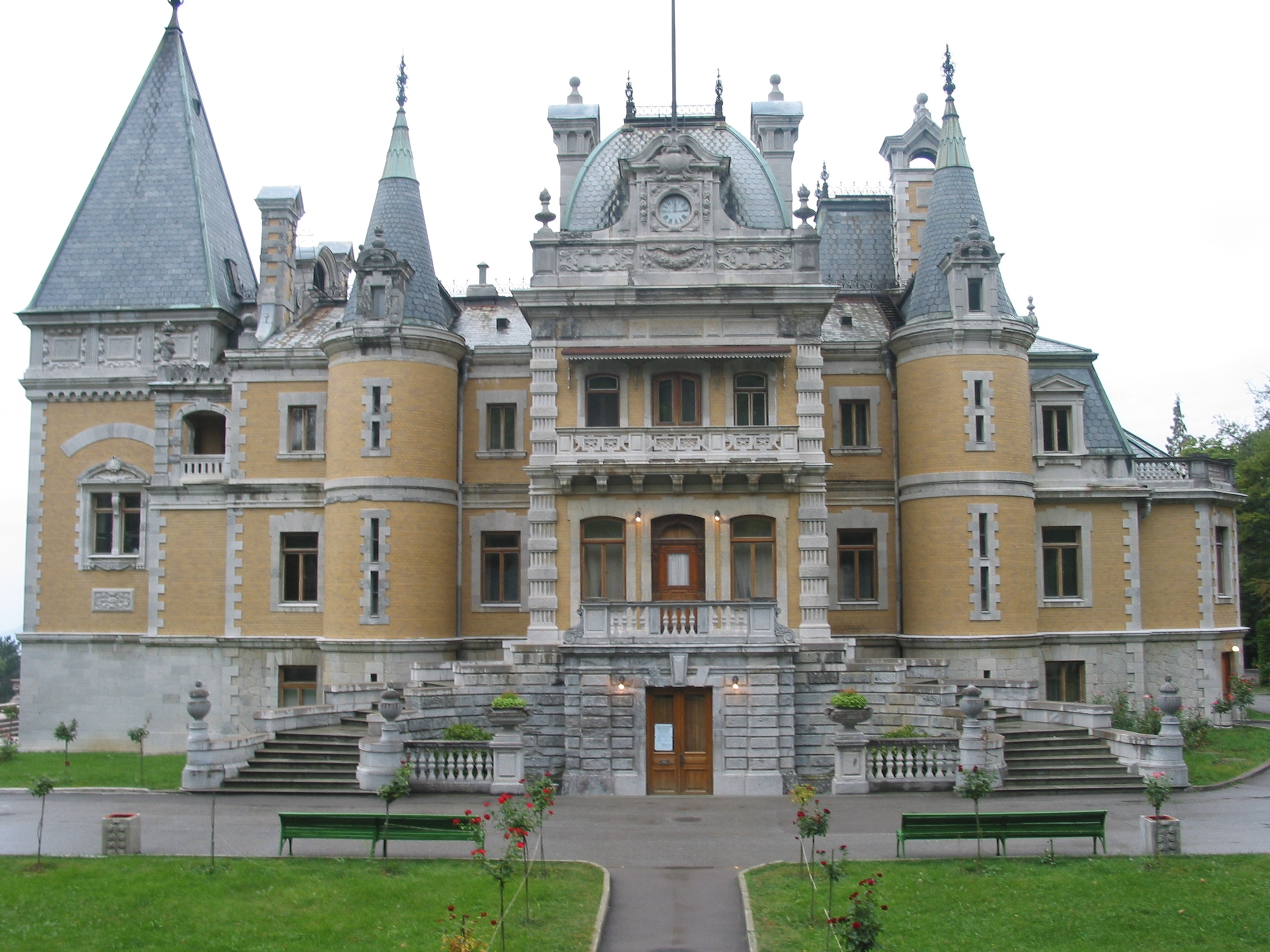
馬桑德拉宮

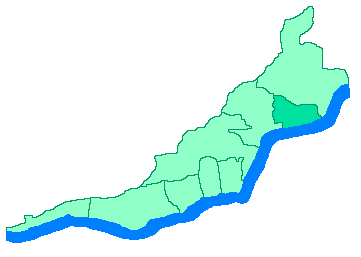
馬桑德拉在雅尔塔市议会辖区内的位置

馬桑德拉（烏克蘭語：Масандра），法理上是乌克兰克里米亚自治共和国雅尔塔区的市级镇，但事实上是俄罗斯克里米亞共和國雅尔塔市议会下辖的市级镇。距離辛菲羅波爾70公里，始建於1826年，面積1.80平方公里，海拔高度140米，2011年人口8,413，人口密度每平方公里4,674人。